# Witold Chmielewski (plastyk)
Witold Andrzej Chmielewski (ur. 27 sierpnia 1949 w Toruniu) – polski artysta plastyk, profesor sztuk pięknych specjalizujący się w malarstwie.

## Życiorys
W 1968 ukończył Technikum Mechaniczno-Elektryczne w Bydgoszczy, po czym odbył służbę wojskową w Wojskowej Kolumnie Transportu Samochodowego (1968-1970). W latach 1970–1975 studiował sztuki piękne na Uniwersytecie Mikołaja Kopernika pod kierunkiem Stanisława Borysowskiego. Od ukończeniu studiów pracuje na UMK, w latach 1981-1982 pełnił funkcję zastępcy dyrektora Instytutu Artystyczno-Pedagogicznego. W 1983 roku otworzył przewód kwalifikacyjny na stanowisko adiunkta, a w 2001 roku otrzymał tytuł profesora oraz stanowisko profesora nadzwyczajnego UMK. Jest profesorem w Katedrze Intermediów na wydziale Sztuk Pięknych UMK.  
Zajmował się  scenografią teatralną i telewizyjną. Jest twórcą realizacji wystawienniczych, małej architektury, wnętrz oraz promocji i reklamy wizualnej, kuratorem i animatorem kultury, autorem założeń ideowych projektów artystycznych i społecznych, autorem publikacji w wydawnictwach naukowych i artystycznych. Jest ekspertem w zakresie edukacji plastycznej oraz animacji kultury w środowiskach lokalnych. Pisze teksty krytyczne o sztuce i kulturze współczesnej. Zajmował się również działalnością publicystyczną, m.in. na łamach lokalnego dodatku "Gazety Wyborczej". Był inicjatorem powołania na Wydziale Sztuk Pięknych UMK kierunku Edukacja Artystyczna. 
Członek "Grupy Działania" oraz "Grupy 111". Jest także współautorem projektu Małe ojczyzny (promującego lokalne inicjatywy kulturowe i edukacyjne) oraz działań wokół jego realizacji w ramach Fundacji Kultury (wraz z Izabellą Cywińską i Stefanem Starczewskim).
Jest mężem Iwony Chmielewskiej. Ma synów: z pierwszego małżeństwa - fotografika - Jacka (ur. 1975), ze związku z Iwoną Chmielewską - Jana. Jego starszym bratem jest Bogdan Chmielewski, artysta plastyk, profesor w Katedrze Rysunku na Wydziale Sztuk Pięknych UMK.

## Twórczość artystyczna
Autor, współautor i uczestnik wystaw i wydarzeń artystycznych, m.in.
- "Akcja Podróż" (1976)
- "Międzynarodowe Spotkania Teatru i Sztuki Otwartej" (1978)
- Ogólnopolskie Spotkania "Osieki 79"
- "Epitafium i siedem przestrzeni", Galeria Zachęta w Warszawie (1991)
- "W poszukiwaniu środka świata", Galeria "Wozownia" w Toruniu 1999 oraz Ośrodek "Brama Grodzka – Teatr NN" w Lublinie (2002)
- realizacje indywidualne i wspólnotowe z Grupą 111 oraz mieszkańcami Lucimia w ramach "Działania w Lucimiu" (1977–1993)

Scenografia teatralna i telewizyjna. m.in.
- Wędrowny teatr Sopalovicia oraz Romeo i Julia w Teatrze Horzycy w Toruniu (1987)
- Stół z powyłamywanymi nogami w Teatrze Współczesnym w Szczecinie (1990)
- Gracz Dostojewskiego w Toruniu (2002), Ośrodki TVP w Gdańsku i Bydgoszczy

Komisarz i dyrektor artystyczny m.in.
- Festiwali Studentów Szkół Artystycznych w Szczawnie-Zdroju (1977 i 1978)
- wystaw "Sztuka Faktu" w BWA w Bydgoszczy (1978 i 1981)